# 알베르 바토
알베르 바토(프랑스어: Albert Batteux; 1919년 7월 2일, 샹파뉴-아르덴 지방 랭스 ~ 2003년 2월 28일, 론-알프 지방 멜랑)는 프랑스의 전 축구 미드필더이자 감독이다. 그는 프랑스 역사상 가장 성공적인 감독으로, 국내 리그를 8번 우승했으며, 유러피언컵 결승전에 2번 도달했고, 1958년 월드컵 3위에 입상했다.

## 수상

### 선수
- 디비시옹 1: 1948–49
- 쿠프 드 프랑스: 1949–50

### 감독
- 디비시옹 1: 1952–53, 1954–55, 1957–58, 1959–60, 1961–62, 1967–68, 1968–69, 1969–70
- 쿠프 드 프랑스: 1957–58, 1967–68, 1969–70
- 코파 라티나: 1953
- 유러피언컵 준우승 : 1955–56, 1958–59
- FIFA 월드컵 3위: 1958
- UEFA 유로 4위: 1960